# Morgane Adolphi
 (mai 2016).
Morgane Adolphi est une footballeuse française née le 17 septembre 1988 aux Lilas. 
Elle évolue au poste de défenseur au Juvisy FCF de 2001 à 2009 puis à la VGA Saint-Maur de 2009 à 2011,  au COM Bagneux en 2011-2012 puis de nouveau à la VGA Saint-Maur.

## Carrière
- 1994 - 2001 :  AS Choisy Le Roi
- 2001 - 2009 : Juvisy FCF
- 2009 - 2011 :  VGA Saint-Maur
- 2011 - 2012 : COM Bagneux
- 2012 - 2017 : VGA Saint-Maur

## Palmarès
- Championne de France en 2006 avec le Juvisy FCF
- Vainqueur de la Coupe de Paris en 2006 avec le Juvisy FCF
- Championne Universitaire Ile de France en 2007 avec le Staps Paris XII